# 경기영상과학고등학교
경기영상과학고등학교(京畿映像科學高等學校)는 대한민국 경기도 고양시 일산서구 주엽동에 있는 공립 고등학교이다.

## 학교 연혁
- 1996년 1월 13일 : 주엽공업고등학교 설립 인가 (남여공학, 전자기계과 3학급, 전기과 3학급, 전자통신과 3학급, 전체 27학급)
- 1997년 3월 1일 : 초대 손석봉 교장 취임
- 1997년 3월 5일 : 개교 및 제1회 신입생 217명 입학(전자기계 2, 전기 1, 전자통신 3, 6학급)
- 1998년 6월 30일 : 본관 3,4층 및 실습동 4층 완공
- 2000년 2월 15일 : 제1회 171명 졸업
- 2001년 10월 20일 : 교육여건 개선 관련 학급 증설(총 31학급 인가)
- 2002년 9월 1일 : 축구부 창단
- 2004년 12월 20일 : 실습동 2개층 4실 및 교실동 3,4층 6개실 증축
- 2008년 7월 1일 : 교사동 20실 및 승강기 증축
- 2009년 5월 1일 : 방송영상 특성화고등학교 지정 및 경기영상과학고등학교 교명 변경
- 2011년 7월 29일 : 방송영상연출과 신설, 방송촬영조명과 학과 개편
- 2012년 9월 9일 : 2012대한민국 좋은학교 선정
- 2013년 12월 8일 : 혁신학교 지정
- 2022년 3월 1일 : 제8대 김광회 교장 취임
- 2023년 12월 21일 : 제25회 졸업식(189명, 총 누계 7,957명)
- 2024년 3월 4일 : 제28회 신입생 199명 입학

## 설치 학과
- 스마트영상통신과
- 방송무대디자인과
- 방송미디어과
- 방송촬영조명과
- 방송영상연출과
- 공간연출디자인과
- 영상커뮤니케이션과

## 참고 자료
- 경기영상과학고등학교 - 한국교육학술정보원 학교알리미